# Wassili Wassiljewitsch Nikitin (Mineraloge)

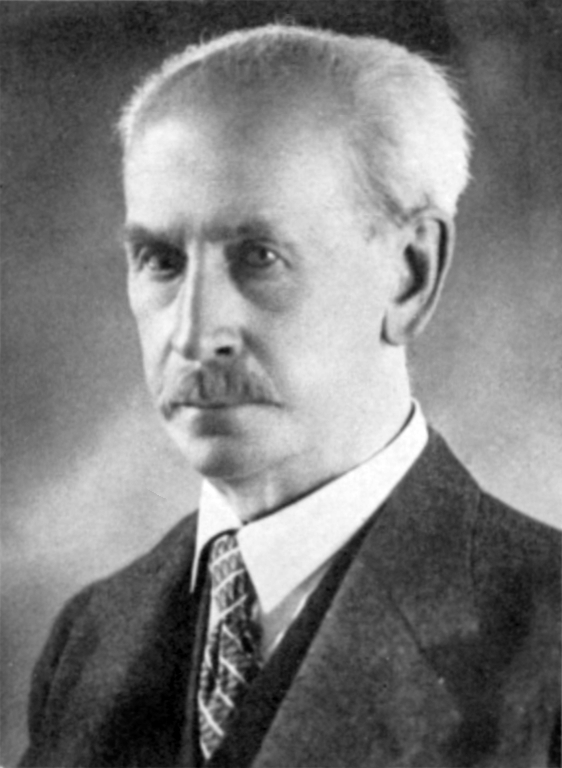
W. W. Nikitin

Wassili Wassiljewitsch Nikitin (russisch Василий Васильевич Никитин; * 1867 in St. Petersburg; † vor dem 8. März 1942 in Laibach) war ein russischer Kristallograf, Mineraloge und Hochschullehrer.

## Leben
Der Priestersohn Nikitin besuchte das Gymnasium mit Abschluss 1886. Darauf begann er das Studium an der Universität St. Petersburg, um nach 8 Semestern an das St. Petersburger Bergbauinstitut zu wechseln. Nach dem Abschluss des Studiums 1895 führte er unter der Leitung Jewgraf Stepanowitsch Fjodorows geologische Untersuchungen im Ural im Ujesd Werchoturje durch. Am 1. Januar 1900 wurde Nikitin Assistent Fjodorows am Lehrstuhl für Mineralogie und Kristallographie des Bergbauinstituts.
1901 verteidigte Nikitin seine Dissertation zur Berufung als Adjunkt, so dass er im November 1901 außerordentlicher Professor am Bergbauinstitut wurde. 1905 wurde er zum Inspektor des Bergbauinstituts ernannt (bis 1909). 1906 wurde er ordentlicher Professor des Lehrstuhls für Mineralogie und Kristallographie des Bergbauinstituts. 1914 wurde er zum Vorsitzenden des Disziplinargerichts für Professoren gewählt. Er war Staatsrat (5. Ranges) und erhielt 1915 den Orden der Heiligen Anna. Im März 1917 wurde er einstimmig zum Direktor des Bergbauinstituts gewählt. Nach der Oktoberrevolution gab er im Februar 1918 auf eigenen Wunsch dieses Amt auf. Er war 1918 Mitglied des Wirtschaftskomitees des Bergbauinstituts.
Als Nachfolger Fjodorows hatte Nikitin dessen Forschungen fortgeführt. Er verbesserte die fjodorowschen Untersuchungsmethoden und entwickelte neue Methoden und Hilfsmittel, die ihren Wert behalten haben. Insbesondere erweiterte er in kreativer Weise Fjodorows universelle Methode der optischen Untersuchung der Minerale. Einer seiner Schüler war Alexander Nikolajewitsch Sawarizki.
1922 schied Nikitin auf eigenen Wunsch aus dem Bergbauinstitut aus und emigrierte ins Königreich Jugoslawien. 1925 wurde er Professor an der technischen Fakultät der Universität Ljubljana.
Die russische Emigrantenzeitschrift Nowoje Slowo („Das Neue Wort“) meldete am 8. März 1942 Nikitins Tod.